# Парадайс Лост
„Парадайс Лост“ (на английски: Paradise Lost) е метъл група в град Халифакс, графство Западен Йоркшър, Англия.

## История
Групата е създадена през 1988 година в град Халифакс. Заедно със сънародниците си от My Dying Bride и Anathema, те са определяни като създатели на подстила Дет/Дуум Метъл, смесвайки депресиращите и бавни мелодии на Дуум звученето с агресията и вокалния стил на Дет Метъла. В този стил те издават първите си 3 албума – Lost Paradise, Gothic, Shades of God.
Още в албума Gothic започва постепенното омекотяване на звученето им, в което се забелязват все повече мотиви от готическия рок. С издаването на легендарните Icon и Draconian Times – изключително успешни и високо оценявани албуми, оставили диря в метъл музиката, групата поставя началото на готик метъла.
Със следващия си албум One Second групата започва да експериментира с електронното звучене. Това продължава още повече в следващите албуми Host и Believe in Nothing. Завръщане към метъл звученето започва да се забелязва с издаването на Symbol of Life. Въпреки че електронно ориентираните албуми на групата не са особено добре възприети от старите фенове, групата жъне нови успехи и добива популярност в Америка.
С издаването на едноименния Paradise Lost и особено с албума In Requiem групата се завръща като Готик метъл величие. Тези два албума им носят големи успехи и биват високо оценени от критиците и феновете, доволни от завръщането на Парадайс Лост към по-тежкото звучене.
През 2007 г. е издадено DVD-то Over The Madness, в което е показана историята на групата и нейното влияние върху готик метъл сцената.

## Любопитни факти
Парадайс Лост са изключително популярни в Германия и Гърция, където са считани за мейнстрийм рок звезди.
За разлика от повечето метъл групи през годините съставът на групата остава сравнително постоянен:
- Ник Холмс (Nick Holmes) – вокали
- Gрег Макинтош (reg Mackintosh)– китара
- Арън Ейди (Aaron Aedy) – китара
- Стив Едмъндсън (Steve Edmondson) – бас

Единствено мястото на барабаниста е било заемано първоначално от Матю Арчър (Matthew Archer), по-късно от Лий Морис (Lee Morris), Джеф Сингър (Jeff Singer), а по-късно – от Ейдриън Ърландсън (Adrian Erlandsson).
Ник Холмс и Грег Макинтош са основните композитори, като повечето създадени песни са тяхно дело.

## Дискография
Студийни албуми
- Lost Paradise (1990)
- Gothic (1991)
- Shades of God (1992)
- Icon (1993)
- Draconian Times (1995)
- One Second (1997)
- Host (1999)
- Believe in Nothing (2001)
- Symbol of Life (2002)
- Paradise Lost (2005)
- In Requiem (2007)
- Faith divides us death unites us (2009)
- Tragic Idol (2012)

Сингли и ЕР-та
- In Dub (1990)
- As I Die (1992)
- Gothic EP (1994)
- Seals the Sense (1994)
- The Last Time (1995)
- Forever Failure (1995)
- True Belief '97 (1997)
- Say Just Words (1997)
- One Second (1997)
- Permanent Solution (1999)
- So Much is Lost (1999)
- Fader (2001)
- Mouth (2001)
- Erased (2002)
- Forever After (2005)
- The Enemy (2007)

Компилации, лайв-албуми, буутлези
- The Singles Collection (1997)
- Reflection (1998)
- One Second Live (1999)
- At The BBC (2003)
- B-Sides and Rarities
- The Anatomy of Melancholy (2008)
- Drown in Darkness the Early Demos (2009)

Демота
- Morbid Existence (демо) (1988)
- Paradise Lost (демо) (1988)
- Frozen Illusion (демо) (1989)
- Pain of Desolation (демо) (1990)